# Ondefontaine
Ondefontaine é uma ex-comuna francesa na região administrativa da Normandia, no departamento de Calvados. Estendeu-se por uma área de 15,56 km². Em 2010 a comuna tinha 319 habitantes (densidade: 20,5 hab./km²).
Em 1 de janeiro de 2017 foi fundida com as comunas de Aunay-sur-Odon, Bauquay, Campandré-Valcongrain, Danvou-la-Ferrière, Le Plessis-Grimoult e Roucamps para a criação da nova comuna de Formigny La Bataille.